# Alexander O'Neal
Alexander O'Neal (Natchez, 15 novembre 1953) è un cantante statunitense.
Il suo stile, influenzato da Otis Redding, è caratterizzato principalmente da una fusione di musica soul con elementi di musica Dance. I suoi produttori principali sono stati per lungo tempo Jimmy Jam e Terry Lewis.
Nella seconda parte degli anni novanta O'Neal si è posizionato artisticamente nel panorama britannico, ottenendo sempre buoni risultati. Nel 2002 ha realizzato l'album  Saga of a Married Man, pubblicato  unicamente nel Regno Unito.
Tra i suoi brani più conosciuti vi sono due duetti con Cherrelle, ossia Saturday Love (1985) e Never Knew Love Like This (1988), e il brano Fake (1987).

## Discografia

### Album studio
- 1985 - Alexander O'Neal
- 1987 - Hearsay
- 1988 - My Gift to You
- 1991 - All True Man
- 1993 - Love Makes No Sense
- 1996 - Lovers Again
- 2002 - Saga of a Married Man
- 2008 - Alex Loves...
- 2010 - Five Questions: The New Journey
- 2018 - Hearsay 30

### Raccolte
Lista parziale
- 1987 - All Mixed Up
- 1993 - This Thing Called Love: The Greatest Hits of Alexander O'Neal
- 2004 - Greatest Hits